# Trichlorfluorsilan
Trichlorfluorsilan ist eine anorganische chemische Verbindung des Siliciums aus der Gruppe der Siliciumtetrahalogenide.

## Gewinnung und Darstellung
Trichlorfluorsilan (wie auch andere Fluorchlorsilane) kann durch Reaktion von Natriumhexafluorosilicat und Aluminiumchlorid oder durch Halogenaustausch in Siliciumtetrachlorid mit Antimon(III)-fluorid und Antimon(V)-chlorid als Katalysator gewonnen werden.

## Eigenschaften
Trichlorfluorsilan ist ein farbloses, sehr hydrolyseempfindliches Gas.

## Verwendung
Trichlorfluorsilan kann in der Halbleiterindustrie zur Abscheidung von Siliciumschichten verwendet werden.